# Termodyfuzja
Termodyfuzja, dyfuzja termiczna, zjawisko Soreta, efekt Soreta, termoforeza, termomigracja, termotransport – proces termomechaniczny wywołany różnicą temperatur w ośrodku. Polega na przemieszczaniu się cząstek w mieszaninie lub roztworze (czyli dyfuzji) zgodnie z gradientem temperatur, co prowadzi do powstania określonego dla danych warunków gradientu stężeń.
Zjawisko to jest stosowane do rozdzielania izotopów na skalę laboratoryjną.
Zjawisko termodyfuzji odkrył 1879 szwajcarski fizyk Charles Soret.
Procesem przeciwnym do termodyfuzji jest zjawisko Dufoura.
Terminu termoforeza w znaczeniu technicznym nie należny mylić z zabiegiem kosmetycznym o takiej samej nazwie.

## Kierunek i znak
Termodyfuzji przypisuje się znak dodatni, kiedy cząstki migrują od cieplejszego do zimniejszego, a znak ujemny w przypadku przeciwnym. Cząstki mogą wykazywać zarówno dodatni, jak i ujemny ruch termodyfuzyjny. Często cięższe (większe) cząstki wykazują dodani ruch, ale znane są sytuacje odwrotne. Rolę w tym procesie mogą odgrywać wielkość i kształt cząstki, rodzaj środowiska, wartość gradientu temperatury, przewodność cieplna, pojemność cieplna.